# Nicolas Bernoulli (1687-1759)
Pour les articles homonymes, voir Famille Bernoulli.
Nicolas Ier Bernoulli, né à Bâle en 1687 et mort dans la même ville en 1759, est un mathématicien suisse, neveu de Jean Bernoulli et Jacques Bernoulli. Il est connu pour ses études des conditions d'intégrabilité des équations différentielles et les probabilités.

### Sources et bibliographie
- Larousse encyclopédique en couleurs, France Loisirs, 1978